# Kybos
Kybos (лат.) — род цикадок из отряда полужесткокрылых.

## Описание
Цикадки длиной около 4 мм. Стройные, зеленоокрашенные, дендрофильные, с коротким теменем, передний край которого дуговидный. В СССР более 30 видов. Иногда рассматриваются как подрод рода Empoasca.
- Kybos abstrusus (Linnavuori, 1949)
- Kybos aetnicola Wagner, 1959
- Kybos austriacus (Wagner, 1949)
- Kybos betulicola (Wagner, 1955)
- Kybos butleri (Edwards, 1908)
- Kybos calyculus (Cerutti, 1939)
- Kybos candelabricus Dlabola, 1958
- Kybos digitatus (Ribaut, 1936)
- Kybos ivanovi (Logvinenko, 1980)
- Kybos ivanovi (Logvinenko, 1980)
- Kybos limpidus (Wagner, 1955)
- Kybos lindbergi (Linnavuori, 1951)
- Kybos mesasiaticus  (Zachvatkin, 1953)
- Kybos mucronatus  (Ribaut, 1933)
- Kybos oshanini  (Zachvatkin, 1953)
- Kybos paraltaica  Orosz, 1996
- Kybos perplexus  (Ribaut, 1952)
- Kybos populi  (Edwards, 1908)
- Kybos rufescens  Melichar, 1896
- Kybos smaragdulus  (Fallén, 1806)
- Kybos sordidulus  (Ossiannilsson, 1941)
- Kybos strigilifer  (Ossiannilsson, 1941)
- Kybos strobli  (Wagner, 1949)
- Kybos topoli  Zachvatkin, 1953
- Kybos virgator (Ribaut, 1933)
- Kybos volgensis Vilbaste, 1961